# Imperia Online Ltd
Imperia Online JSC este o companie din Bulgaria de producție și publicare jocuri fondată de Moni Dochev și Dobroslav Dimitrov. Fondată în Sofia, Bulgaria, inițial compania s-a concentrat pe jocurile în browser, cel mai important dintre ele fiind Imperia Online, iar mai târziu au început dezvoltarea jocurilor pentru telefon.
Pe 21 septembrie 2018, Imperia Online a devenit parte a Stillfront Group, grup de creatori independenți, editori și distribuitori de jocuri digitale. Stillfront funcționează prin intermediul a 11 filiale aproape autonome: Imperia Online în Bulgaria, Bytro Labs⁠(de)[traduceți], OFM Studios, Goodgame Studios și Playa Games⁠(de)[traduceți] în Germania, Coldwood Interactive⁠(sv)[traduceți] în Suedia, Power Challenge în Marea Britanie și Suedia, Dorado Online Games în Malta, Simutronics în Statele Unite, Babil Games în Emiratele Arabe Unite și Iordania, și eRepublik în Irlanda și România. Jocurile Stillfront sunt distribuite la nivel global. Principalele piețe sunt Germania, Statele Unite, Franța, Marea Britanie și MENA.
Începând cu ianuarie 2019, compania are mai mult de 25 de jocuri în portofoliul său, și are mai multe în curs de dezvoltare. Imperia Online JSCdezvoltă acum jocuri web pentru browsere, iOS, Android, Windows Phone, Steam and și rețele sociale precum Facebook, Odnoklassniki and VKontakte.

## Istorie
Imperia Online JSC a fost înființată oficial în septembrie 2009, dar ideea JSC s-a născut împreună cu produsul său principal - MMORTS Imperia Online în 2005. Cercetarea detaliată a jocului, mecanica și programarea pentru produsul principal al companiei au fost realizate fondatorii companiei Dobroslav Dimitrov - designer de jocuri și Moni Dochev - dezvoltator independent.
În ianuarie 2005, o idee se dezvoltă într-un concept și pe 23 August apare Era 1 a Lumii 1 al Imperia Online și povestea începe.
În 2006 apar 2 versiuni imbunătățite ale Imperiei Online. Jocul este tradus în 12 limbi grație Community managerilor și translatorilor independenți care au fost desemnați de companie. În același an apare primul turneu Imperia Online de acest gen - Invazii Nomade.
În 2007, Imperia Online JSC a lansat Galactic Imperia - un nou proiect web bazat pe contextul Militar Modern.
Aproape un an întreg de creare a mecanicii complicate de joc duce la publicarea finală a Global Wars în Martie 2008.
În 2009, Imperia Online JSC a lansat primul său joc de rol - Imperial Hero. RPG-ul a fost publicat după un an de dezvoltare conceptuală și tehnică. Din nou, în 2009, Ludo a fost lansat pentru iOS și Facebook - jocul clasic pe bază de turnuri care poate fi jucat cu mii de jucători reali online.
În anul următor - în 2010 - compania Imperia Online JSC a lansat Online Artillery - un joc de turnuri cu tunuri.
În 2011 turneul Cupa Mondială a Imperiei Online a avut loc pentru prima dată, echipa națională bulgară câștigând primul loc.
În 2012 a avut loc cea de-a doua Cupa Mondială, câștigată din nou de bulgari. Jocul și-a făcut apariția oficială în Apple App Store. În același an, Imperia Online JSC a fost printre expozanții de la On!Fest.
În 2013, a fost organizat cel de-al treilea turneu Imperia Online, de această dată fiind câștigat de Croația. În acel moment erau deja mai mult de 100 de persoane care lucrau în cadrul companiei și a fost deschisă prima școală pentru dezvoltatorii de jocuri - Tabăra de pregătire imperială. De-a lungul anului, Imperia Online a continuat să se răspândească prin lansarea pe iOS și în cea mai mare rețea socială rusă Odnoklassniki. De asemenea, a devenit disponibil pentru utilizatorii de Android. Mai târziu în acel an este lansată cea mai recentă și actuală versiune a Imperia Online - Versiunea 6, numită "Oamenii Măreți", cu un nou design grafic, îmbogățit și diversificat. Imperia Online JSC a fost printre expozantii de la Gamescom, Dubai World Game Expo si On!Fest. În același an, compania a sponsorizat Sofia Game Jam, Intergame, Tallinn și #archHackaton, precum și echipa bulgară Boogie Woogie Dance pentru Campionatul Mondial din Moscova, Rusia.
În 2014, "IO: Oamenii Măreți" este lansat și pentru Android, Windows Phone, și Facebook. Microsoft a ales Imperia Online pentru secțiunea "Featured" din Windows Store. În a doua jumătate a anului, Imperia Online JSC a lansat mai multe jocuri pe mobil, începând cu Mad Moles și Online Artillery 2 în luna august - ambele pentru iOS și Facebook. Mai târziu în acel an, Mad Moles a primit și o versiune Android. În octombrie 2014, Rocket Chameleon a fost lansat pentru iOS și mai târziu pentru Android. În noiembrie 2014, Imperia Online a lansat Egg Tales pentru iOS - un joc casual care urmează aventurile unui ou care a căzut din cuibului său și a aterizat într-o peșteră terifiantă. Între timp - de la jumătatea lunii octombrie până la sfârșitul lunii noiembrie 2014, a avut loc a patra Cupa Mondială Imperia, câștigată de această dată de Brazilia. Imperia Online a sponsorizat expediția de caiac din Marea Neagră, HackFMI și a fost unul dintre sponsorii Launchub. În acel an, Imperia Online a fost printre expozanții de la Gamescom și la Intergame din Tallinn, unde Dobroslav Dimitrov a participat ca speaker, vorbind despre "Câștigarea războiului pentru Talentul de Inginerie Software". Imperia Online JSC este membru al BAIT (Asociația Bulgară a Tehnologiilor Informaționale) și BASSCOM (Asociația Bulgară a Tehnologiilor Software).
În 2015, Imperia Online JSC a lansat un număr de titluri, inclusiv RPG Imperial Hero II - un remake al Imperial Hero, lansat pentru Android, Facebook și web. Între timp, Imperia Online pentru Windows Phone a fost publicată de Game Troopers și a devenit o aplicație Xbox recomandată de Microsoft. În ianuarie 2015, Imperia Online JSC a lansat strategia medievală "Seasons of War" pentru Android și mai târziu pentru iOS. În aceeași lună, Jolly Join și Golem Wars sunt lansate pentru iOS. Următoarea lună Robo Risk și Cluster Six sunt lansate pentru iOS și EggTales este lansat pentru Android. În luna iunie, Imperia Online JSC a lansat Ishi pentru Android. Două luni mai târziu, compania a fost printre expozanții de la Gamescom. În luna octombrie, Imperia Online JSCa lansat FlapOTron 3D pentru iOS și Ludo Blitz, versiunea actualizată a lui Ludo din 2009, pentru iOS, Android și Facebook. În aceeași lună, directorul companiei, Cvetan Rusimov, a vizitat Game Connection Paris, unde a vorbit la conferință. Următoarea lună Online Artillery 2.0 este lansată pentru Android și lansată într-o ediție 3D Touch Edition pentru iPhone 6s. În decembrie 2015 Ishi GO este lansat pentru iOS. La sfârșitul anului, Imperia Online JSC a încheiat parteneriat cu VKontakte și Imperia Online pentru Android, iar iOS a fost integrat în secțiunea de joc a platformei VK.
2016 a început cu participarea la Casual Connect Amsterdam, unde Imperia Online JSC a avut o nominalizare la Indie pentru Artileria Online 2. În luna aprilie Imperia Online a fost lansat pe Steam. În aceeași lună, Dobroslav Dimitrov, co-fondator al Imperia Online, a participat la Webit 2016 într-o discuție de grup intitulată "Introducere în Endeavour și lecții învățate de la mobilizarea globală, locală sau fără capital". În luna mai, Imperia Online JSC a lansat jocul Viber Emperors pentru Android și iOS. Jocul a fost tradus în 30 de limbi, a prezentat module precum "Întreabă un Prieten Viber" și a avut propriul pachet de autocolante personalizate. Moni Dochev, celălalt co-fondator, a participat în juriul premiilor E-volution organizat de Forbes. Din nou, în luna mai, Ludo Blitz este lansat în Windows Store. În timpul verii, Cvetan Rusimov, COO al Imperia Online JSC, a participat la conferințele Pocket Gamer Connects în Helsinki și Vancouver, Mobile Game Asia și Israel Mobile Summit 2016. În afară de aceasta, compania a participat la Electronic Entertainment Expo din Los Angeles, SUA. În noiembrie, Cvetan Rusimov a fost speaker la Game Connection Paris pentru al doilea an consecutiv. De la sfârșitul lunii octombrie 2016 până la jumătatea lunii decembrie a avut loc cea de-a cincea ediție a Cupei Mondiale Imperia, câștigată de Polonia.
La începutul anului 2017, în ianuarie, Cvetan Rusimov a participat la Premiile Internaționale de Gaming Mobil (IMGA) din China, unde a fost membru al juriului. Imediat după aceea, a participat la Forumul pentru jocuri mobile din Marea Britanie, unde a vorbit. În luna următoare, fondatorul companiei, a participat la cel de-al 4-lea program de investiții internaționale GameFounders în calitate de mentori la Kuala Lumpur, Malaezia. De asemenea, în acea lună, Imperia Online a fost primul joc web care a integrat ClanPlay - o aplicație socială pentru o mai bună comunicare a jucătorilor în joc. Între timp, echipa a participat la Casual Connect din Berlin. În luna martie, Imperia Online JSC a încheiat un parteneriat cu Play 3arabi - un editor de jocuri mobil concentrat pe regiunea MENA - lansând Kingdoms Online, o versiune mobilă adaptată a Imperia Online pentru jucătorii arabi din regiunea MENA. În aceeași lună, fondatorul companiei, Cvetan Rusimov a fost unul dintre vorbitorii de la Global Mobile Game Confederation (GMGC) de la Beijing. El a participat la o altă conferință care a avut loc ulterior în luna respectivă, numită Conferința Digital Games (DGC) din Dubai, unde a susținut o altă conferință. La sfârșitul lunii martie 2017, Imperia Online JSC, în parteneriat cu compania Huawei, și-a lansat jocul Imperia Online pe platforma de jocuri mobile Android HiGame - Huawei. În luna aprilie, Cvetan Rusimov a fost un vorbitor la Reboot Develop 2017. Cvetan Rusimov a urcat pe o altă scenă la Game Access din Republica Cehă.  Apoi a mers la Casual Connect Asia. Între timp, echipa a făcut parte din cele cele mai valoroase 25 de companii din industria IT din Bulgaria, potrivit studiului de caz al Capital Magazine. Mariela Tzvetanova, OCP la Imperia Online, a fost unul dintre speaker-ii cheie ai Summit-ului Israel Mobile, prezentând conferința "Frumoasa și bestia diversificării mărcii". La sfârșitul lunii iunie 2017, Cvetan Rusimov, sa întors pe scenă în timpul conferinței Pocket Gamer Connects din San Francisco cu sesiunea "De ce jocurile din SUA nu pot copia propriul succes în China - și cum să remediem acest lucru". Între timp, Mariela Tzvetanova a participat la Summit-ul de Dezvoltare a Jocurilor (GDS) și a prezentat: "Frumoasa și bestia diversificării mărcii". Jocul MMO al Împăraților a fost lansat pe Steam. Mai târziu, în august, Cvetan Rusimov a fost lector la Game Scope și speaker principal la Devcom din Köln - unde a susținut o altă conferință. La începutul lunii septembrie, Cvetan Rusimov a vorbit la Conferința Dev.Play. În același timp Mariela Tzvetanova, a fost una dintre vorbitorii Pocket Gamer Connects din Helsinki, prezentând "Top 10 sfaturi - cum să lucrezi cu influencer-ii MENA". În octombrie, în calitate de partener premium al companiei Huawei Mobile, compania a fost invitată la anunțul oficial al HiApp Europe din Berlin. Chiar după aceea, atât Cvetan Rusimov, cât și Mariela Tzvetanova au discutat separat la Game Connection din Paris. La sfarsitul anului,Cvetan Rusimov a jurizat pentru a doua oară la IMGA China. La sfârșitul anului 2017 Jocul Împăraților a fost lansat pe Windows.
În ianuarie 2018, Cvetan Rusimov a făcut parte din Premiul Judges of Indie Prize la Casual Connect America. În aceeași lună, CMO, Mariela Tzvetanova, a ținut o discurs despre: „Social Media Manager vs. Community Manager: Care este diferența?” la Pocket Gamer Connects din Londra. Mai târziu, în februarie 2018, CEO-ul, Dobroslav Dimitrov și COO, Cvetan Rusimov, au participat la Forumul Jocurilor Mobile din Londra. În martie, atât CEO, cât și COO, au reprezentat compania la GDC și Game Connection din San Francisco. În luna următoare, CMO, Mariela Tzvetanova și Senior Marketing & BizDev Manager, Anya Shopova au participat la SheLeader care a avut loc la Sofia. La sfârșitul lunii Conferința de Jocuri Digitale din Dubai a participat COO, Cvetan Rusimov. În mai 2018, Cvetan Rusimov a fost vorbitor la conferința Nordic Game. Și imediat după aceea, împreună cu Marketing & BizDev Team, au participat la Casual Connect din Londra, unde Game of Emperors a fost nominalizat pentru Premiul Indie. În acel moment Imperia Online este deja disponibil pe Samsung Galaxy App Store și MI App Store India. În iunie 2018, CEO-ul, Dobroslav Dimitrov, a fost anunțat ca președinte al BASSCOM. În august, compania a fost prezentă la Gamescom cu echipa sa de nivel C și Marketing & BizDev. La sfârșitul lunii septembrie, CEO-ul, Dobroslav Dimitrov, a fost vorbitor al Summit-ului Game Dev desfășurat la Sofia. Între timp, COO, Cvetan Rusimov, a fost vorbitor la Mobile Growth Summit. În octombrie, echipa Marketing & BizDev a participat la Casual Connect din Serbia, unde Kingdoms Online a fost nominalizat la Premiul Indie, iar COO-ul nostru a fost printre vorbitorii la conferință. Între timp, compania a lansat noul său program de publicare pentru jocuri. În aceeași lună Imperia Online JSC a participat la Sofia Games Night, chiar înainte de Dev.Play Conference, unde Cvetan Rusimov a fost vorbitor pentru al doilea an consecutiv. O săptămână mai târziu, COO-ul companiei a participat la Conferința White Nights de la Moscova [26]. Și după aceea a fost și vorbitor la Game Connection din Paris, unde împreună cu managerul de marketing și BizDev, Mario Vasilev, a reprezentat compania cu un stand împreună cu Telus International. În octombrie, COO, Cvetan Rusimov, a participat la Huawei Eco-Connect din Roma, Italia. Între timp, la sfârșitul aceleiași luni până la mijlocul lunii decembrie, a fost găzduită ediția a VIII-a a Cupei Mondiale, câștigată ulterior de echipa SUA. Chiar înainte de sfârșitul anului, Imperia Online era deja disponibil pe KakaoTalk și One Store for Korea.
În ianuarie 2019, compania COO, Cvetan Rusimov, și Managerul de Marketing și BizDev, Mario Vasilev, au participat la PGC la Londra. În cadrul evenimentului, Mario Vasilev a participat la panoul „Gestionarea comunității pe platforme”.
Cvetan Rusimov a făcut parte din Quo Vadis, Berlin în aprilie 2019. În aceeași lună, Mario Vasilev a fost vorbitor la GDD din Tallinn.
Imperia Online a vizitat Webit.Festival Europe 2019 în perioada 13-15 mai în NDK, Sofia. Imperia Online JSC a fost printre expozanții la Nordic Game expo 2019, Malmo.
Șefii de studio și echipa biz dev au vizitat Gamescom. Din nou în Germania, Cvetan Rusimov a susținut un masterclass de M&A la Baltic Dev Days pe 12 septembrie 2019.
Turneul Imperia Online - Cupa Mondială 2019 - a fost deschis pe 25 septembrie. La începutul lunii decembrie a fost anunțat câștigătorul - România.
Imperia Online a participat la Pocket Gamer Connects, care a avut loc la Helsinki în perioada 1-2 octombrie 2019. Mario Vasilev a fost vorbitor. Mariela Tzvetanova, CMO, a vorbit despre „Top 10 sfaturi despre cum să lucrați cu MENA Influencers” la Game Connection, ediția Paris 2019. Cvetan Rusimov a susținut M&A Masterclass la DevGAMM Minsk 2019 pe 21 noiembrie.

## Cifre
- Din ianuarie 2018 Imperia Online JSC, are peste 40 de milioane de utilizatori înregistrați pe principalul său produs - Imperia Online.
- Compania și jocurile sale au aproape 650.000 de fani pe paginile de Facebook.
- Veniturile anuale ale Imperia Online JSC pentru 2017 sunt de 5,3 milioane de euro.
- Veniturile ăn perioada 2012-2017 sunt de 33,2 milioane de euro. Și din 2018 Imperia Online face parte oficial din Stillfront Group.
- Compania producătoare de jocuri are sediul în prezent pe 1.200 de metri pătrați de spații de birouri în cea mai luxoasă clădire de birouri din Bulgaria - Infinity Tower Arhivat în 27 februarie 2018, la Wayback Machine..[29]
- Din ianuarie 2018 Imperia Online JSC are peste 70 de angajați.
- Imperia Online JSC și produsele sale sunt populare în mai mult de 194 de țări.

## Jocuri
| Title              | Year | Platform(s)                                    | Genre                     | Description |
| ------------------ | ---- | ---------------------------------------------- | ------------------------- | --- |
| Imperia Online     | 2005 | Browser, Steam, iOS, Android, Windows Phone    | MMORTS                    | Joc de strategie din epoca medievală în care jucătorul își dezvoltă imperiul prin construcții, cercetări și bătălii.                                                                                       |
| Galactic Imperia   | 2007 | Browser, Android                               | MMORTS                    | Jucătorul preia controlul unei planete pline de resurse care trebuie folosite pentru a construi o armată de nave spațiale și pentru a distruge inamicii.                                                   |
| Global Wars        | 2008 | Browser                                        | MMORTS                    | Un univers paralel simulat, în care aveți sisteme și tehnologii moderne economice, politice și de război pentru a vă dezvolta statul și pentru a cuceri pe alții.                                          |
| Imperial Hero      | 2009 | Browser, Android                               | MMORPG                    | Un joc care se desfășoară în minunatele și uimitoarele meleaguri ale Imperiului Ayarr, care așteaptă toți eroii eminenți care doresc să obțină glorie, nemurire și să devină legende.                      |
| Ludo               | 2009 | iOS, Browser                                   | Turn-based Board Game     | Este un joc de masă pentru 2-4 persoane, unul dintre cele mai jucate jocuri de familie din lume. Joc de familie.                                                                                           |
| Online Artillery   | 2010 | iOS                                            | Turn-based cannon shooter | O îmbunătățire a jocului clasic 8-Bit Artillery. |
| Mad Moles          | 2014 | iOS, Android, Browser                          | Arcade game               | Bazat pe conceptul clasic joc de lovire, dar cu surprize. |
| Online Artillery 2 | 2014 | iOS, Android, Browser                          | Turn-based cannon shooter | Versiunea îmbunătățită a jocului Online Artillery din 2010. |
| Rocket Chameleon   | 2014 | iOS, Android                                   | Arcade game               | Un amestec distractiv de potrivire a culorilor fără sfârșit. |
| Egg Tales          | 2014 | iOS, Android                                   | Arcade, Jumper            | Un joc casual care urmează după aventurile unui ou căzut din cuib și a aterizat adânc într-o peșteră terifiantă.                                                                                           |
| Ishi               | 2015 | Android                                        | Arcade game               | Un joc arcade unde jucătorul preia controlul asupra unei creaturi de piatră numită Ishi și trebuie să navigheze în jurul pesterilor întunecate în timp ce colectează pietre prețioase și învinge inamicii. |
| Seasons of War     | 2015 | iOS, Android                                   | TBS                       | Permite jucătorului să devină guvernatorul unui oraș imperial îndepărtat și să se dezvolte prin înțelepciune.                                                                                              |
| Ludo Blitz         | 2015 | iOS, Android, Facebook, Windows store, Browser | Turn-based Board Game     | Acest joc este versiunea imbunatatita a lui Ludo din 2009. |
| Golem Wars         | 2015 | iOS                                            | TBS                       | Joc de strategie care permite jucătorului să devină Maestru al unei armate golem. |
| Jolly Join         | 2015 | iOS                                            | Puzzle game               | Un puzzle fermecător de potrivire a culorilor cu reguli simple. |
| Cluster Six        | 2015 | iOS, Apple TV                                  | Side-scroller game        | Joc care trimite jucătorul în viitor. |
| Robo Risk          | 2015 | iOS                                            | Simulator de alpinism     | Simulator de alpinism Sci-Fi cu generare automată de nivel și joc interminabil. |
| YoHoHo             | 2015 | iOS                                            | Arcade game               | Păstrați-l pe căpitanul Flyn pe linia de plutire și în afara apei în timp ce navighează pe mare. |
| FlapOTron          | 2015 | iOS                                            | Arcade game               | Jucătorii trebuie să evite atingerea turnurilor folosind 3D Touch pentru a controla Electronul. |
| Ishi GO            | 2015 | iOS                                            | Arcade game               | Un alt joc captivant în care jucătorii trebuie să se eschiveze printre pietre folosind controlul 3D Touch.                                                                                                 |
| Imperial Hero II   | 2015 | Browser, Android, Facebook                     | MMORPG                    | Versiunea actualizată a eroului Imperial Imperia Online din 2009. |
| Game of Emperors   | 2016 | Browser, Steam, Facebook, Windows Store        | MMORTS                    | Jucătorii își dezvoltă propriile orașe construind clădiri economice și militare, cercetând în Universitatea din Capitală și extinzându-și armata care va lupta în lupte.                                   |
| MedCorps           | 2016 | iOS                                            | Strategy, Simulation      | Jucătorul trebuie să controleze o echipă de specialiști, să lupte împotriva bolilor, să își dezvolte organizația și în cele din urmă să salveze lumea de viruși periculoși.                                |
| Kingdoms Online    | 2017 | iOS, Android                                   | MMORTS                    | Versiune mobilă adaptată a Imperia Online pentru jucătorii vorbitori de limba arabă din regiunea MENA |

## Instruire și educație
În 2013, Imperia Online JSC a înființat prima tabără fără taxe pentru dezvoltatorii de jocuri din Bulgaria. Acesta a fost inițial numit Imperial Training Camp și primul său sezon a pregătit 40 de entuziaști pentru domeniile profesionale PHP / MySQL și Java / Android. 20 dintre cei 40 de absolvenți au fost angajați de Imperia Online JSC, iar restul au fost recomandați altor companii de software.
În 2014, al doilea sezon al taberei de instruire a IO a atras un interes mai mare și de această dată au fost 80 de studenți, împărțiți în 4 grupe de câte 20: 62 absolvenți, dintre care 30 au fost angajați de Imperia Online SA.
Pentru cel de-al treilea sezon, Imperiei Online JSC s-a alăturat o altă companie bulgară - Trader.bg - iar școala a fost redenumită la "Tabăra de Pregătire a Talentelor IT". În acest timp, cursurile sunt PHP / MySQL, Java / Android, JavaScript, Obiectiv-C / iOS și Java SE / Java EE. În ianuarie 2015, al treilea sezon s-a încheiat, iar o mare parte din cei 115 de participanți care au fost angajați.
În fiecare an, există 180 de cadeți care au absolvit cu succes academia. Tabăra de Pregătire a Talentelor IT este deja în parteneriat cu peste 80 de companii din industria IT, pentru a le oferi specialiști IT calificați. Inițiativa înregistrează peste 2000 de aplicanți pe an, din care aproximativ 200 de candidați au dreptul să participe la cursurile intensive de 5 luni. IT Talents este un ONG creat în 2016 și este pertener cu Google Ad Grants, permițând campanii gratuite AdWords. Începând din noiembrie 2017, Municipalitatea din Burgas organizează un program de 5 luni în colaborare cu IT Talents. Cursurile sunt complet gratuite, iar cererile se fac prin completarea unui mic formular de înregistrare.

## Externalizarea
În mai 2015, Imperia Online JSC a înființat o companie privată pentru externalizare IT numită Imperia Mobile Ltd. Până la sfârșitul anului, noua unitate condusă de Radoslav Gaydarski a lansat deja cu succes mai mult de 10 proiecte majore. Compania de externalizare oferă o gamă completă de servicii pentru a executa un proiect tehnic și pentru a depăși orice provocări, bazându-se pe capacitatea completă a peste 165 de dezvoltatori profesioniști, designeri, artiști, specialiști QA și dezvoltatori de afaceri. În ianuarie 2017, Imperia Mobile Ltd. a inițiat un proces de rebranding la noul nume al Upnetix, care a fost finalizat în aprilie 2017. Compania are peste 50 de proiecte și know-how lansate în mai mult de 10 industrii. În septembrie 2018, compania a fost achiziționată de una dintre cele mai importante companii IT din Bulgaria - ScaleFocus

## Premii și nominalizări
Imperia Online JSC a fost premiată la categoria „Responsabilitate corporativă și socială” și nominalizată la categoria „Educație” la premiile BAIT 2014.
Imperia Online JSC a fost proclamată „A Rising Star” în clasamentul companiilor IT cu cea mai rapidă creștere conform Deloitte pentru 2014, cu o creștere de 498%.
Imperia Online JSC a fost nominalizată la trei categorii ale Game Connection Awards 2014:
- "IP promițător"
- „Descărcabil pe desktop
- „Joc hardcore”

În februarie 2019, Imperia Online a primit de la președintele Republicii Bulgaria Rumen Radev un semn de „Excelență în inovație”.
Imperia Online JSC a fost nominalizată la „App Developer of 2014” la The Appsters.
În 2015 Imperia Online JSC a fost premiat de Deloitte ca a 14-a companie IT cu cea mai rapidă creștere din Europa Centrală, având o creștere a veniturilor de 592% din 2011 până în 2014. Din nou în 2015 Imperia Online JSC a fost nominalizată la trei categorii pentru „Forbes Business Awards 2015”:
- Angajatul anului
- Dezvoltarea afacerii
- Dezvoltarea Resurselor Umane

## Legături externe
- Site web oficial